# Ширяев, Михаил Иванович
Михаил Иванович Ширяев (1680, Гороховец — 27 марта (7 апреля) 1731) — русский купец и поэт.

## Биография
Михаил Ширяев родился в купеческой семье. Учился в московской академии в 1700 году.
Пользовался особой любовью первого Императора Всероссийского Петра I Алексеевича, который, ценя его остроумные шутки, приблизил к себе, так что Ширяев большую часть своей жизни провел при монаршем дворе. Словесно и в письмах царь называл его «великим князем-оратором».
В 1712 году ему вместе с И. Исаевым было поручено «приведение в лучший порядок купецких дел». Заботы Петра о любимце выразились в известной подорожной, подписанной лично Петром Великим при отправлении Михаила Ширяева в 1724 году в Гороховец и обратно с назначением особой охраны «для обереганья его во время пути».
Ширяев М. И. написал множество стихотворений силлабическим размером, оставшихся в рукописях, среди которых есть одно в защиту полемического произведения «Камня Веры» (полное название: «Камень веры: православным церкве святые сыном на утверждение и духовное созидание. Претыкающымся же о камень претыкания соблазна на востание и исправление») митрополита Стефана Яворского направленного против протестантской проповеди в России.
В 1721 году в день празднования годовщины Полтавской битвы Ширяев поднес Царю благодарственную приветственную речь. Ему же приписывается предисловие «в приветство царскому величеству, врученное 1718 года марта 19», подписанное «пастушок Михаил Валдайский».
Михаил Иванович Ширяев умер 27 марта (7 апреля) 1731 года.